# Бојкот летњих Олимпијских игара 1984.
Бојкот Летњих олимпијских игара 1984. у Лос Анђелесу уследио је четири године након бојкота Летњих олимпијских игара 1980. у Москви који су предводили Американци. У бојкоту је учествовало 14 сателитских држава и савезника Источног блока, на челу са Совјетским Савезом, који је иницирао бојкот 8. маја 1984. године. Земље које су бојкотовали организовале су још један велики догађај, назван Игре пријатељства, у јулу и августу 1984. Иако је бојкот који је предводио Совјетски Савез утицао на олимпијске догађаје у којима су иначе доминирале одсутне земље, 140 нација је и даље учествовало у играма, што је био рекорд у то време.

## Најава бојкота
СССР, на челу са Константином Черњенком као генералним секретаром у то време, објавио је  намере да бојкотује Летње ОИ 1984. 8. маја 1984, тврдећи да су „забринутост за безбедност и шовинистичка осећања и антисовјетску хистерију распламсану у Америци." Амерички званичник је изјавио да је земља игнорисала сугестивне коментаре Совјетског Савеза у недељама које су претходиле објављивању и да су, упркос свим индикацијама, Сједињене Државе биле „апсолутно зачуђене“ када је званично саопштење стигло.
Након објаве, још шест совјетских сателита из Источног блока придружило се бојкоту, укључујући Бугарску, Источну Немачку (10. маја), Монголију и Вијетнам (оба 11. маја), Лаос и Чехословачку (обе 13. маја). У међувремену, Кина је званично потврдила да ће бити присутна на играма у Лос Анђелесу.
Касније је Авганистан такође најавио своје повлачење, поставши осма земља која се придружила бојкоту Летњих олимпијских игара 1984. Тада су Мађарска (16. мај) и Пољска (17. мај) постале девета и десета комунистичка земља која се придружила бојкоту. Мађарска је тврдила да ће животи њених спортиста бити доведени у опасност ако проводе време у Лос Анђелесу. С друге стране, Пољска је саопштила да се САД ангажују у „кампањи која има за циљ ремећење Игара”.
Куба је 23. маја постала једанаеста земља која је најавила своје учешће у бојкоту, доспевши на насловне стране у Сједињеним Државама јер је то био „озбиљан ударац боксу и бејзболу“. Јужни Јемен је био дванаеста земља која се удаљила од догађаја (27. маја); Los Angeles Times је навео да је то због њихових марксистичких веза. Северна Кореја је била тринаеста држава која је бојкотовала Олимпијске игре 1984. Етиопија је постала прва афричка држава која је учествовала у бојкоту, уз Анголу. Под револуционарном владом Томаса Санкаре, Горња Волта је 13. јула 1984. објавила да ће бојкотовати турнир као одговор на подршку Сједињених Америчких Држава Јужној Африци, која је у то време спроводила апартхејд, и планирајући да Јужна Африка учествује на Летњим ОИ 1984. Име Горње Волте је промењено у Буркина Фасо током Олимпијаде.
Иран је раније одлучио да бојкотује игре због „мешања Сједињених Америчких Држава на Блиском истоку, њихове подршке режиму који окупира Јерусалим и злочина које су САД починиле у Латинској Америци, посебно у Ел Салвадору“.
Иран и Албанија су једине земље које нису учестовале ни на Олимпијским играма у Москви 1980. ни на Олимпијским играма у Лос Анђелесу 1984. године. Либија је такође бојкотовала Олимпијске игре након што је либијским новинарима одбијен улазак у САД у јулу, након што је Либија објавила забрану америчког извоза у Либију 1983. године и обнављање забране путовања у Либију за носиоце америчких пасоша. Либија и Етиопија биле су једине земље које су бојкотовале Игре у Монтреалу 1976. и Игре у Лос Анђелесу 1984. године.
Поред тога, Албанија није присуствовала ни једним играма од 1976. до 1988. године, иако није било званичног објашњења њеног одсуства на Олимпијским играма у Монтреалу 1976. и Олимпијским играма у Сеулу 1988. године . Политички, Албанија се удружила са Кином након кинеско-совјетског раскола, остајући антагонистична према Совјетском Савезу; међутим, такође се противила приближавању Кине са Сједињеним Америчким Државама крајем 1970-их, што је резултирало кинеско-албанским расколом. Сличан антагонизам према обе суперсиле постојао је у Ирану од 1979. године. То је довело до тога да су Иран и Албанија бојкотовали и Олимпијске игре 1980. и 1984.

## Хипотеза освете
Џими Картер је изјавио да ће САД бојкотовати ОИ 1980. у Москви, а бојкоту се придружило још 65 земаља. Ово је био највећи бојкот Олимпијских игара икада. Године 1984, три месеца пре почетка Летњих олимпијских игара 1984. у Лос Анђелесу, Совјетски Савез је изјавио да „неће учествовати“ на Играма. Совјети су навели низ разлога, наиме комерцијализацију игара које су, по њиховом мишљењу, биле против принципа олимпијског покрета (заиста, XXIII Олимпијада је на крају била прва Олимпијада од 1932. која је остварила профит од земље домаћина) и наводни недостатак сигурности за њихове спортисте. Питање комерцијализације јесте наишло на критике страних делегација, којима је овај тренд у олимпијском покрету био непознат. Међутим, МОК је касније признао Игре као „модел за будућу Олимпијаду“ због суфицита од 223 милиона америчких долара за домаћине, искључиво приватног финансирања (за разлику од Олимпијаде у Москви које је финансирала држава) и ослањања на постојећа места уместо изградње нових. оне. Већина је бојкот посматрала више као совјетску одмазду.
Већина светских медија је такође тумачила совјетски бојкот као одмазду за амерички бојкот Игара у Москви 1980. који је био одговор на совјетску инвазију Авганистана 1979. Док су совјетски медији понављали став владе да је бојкот безбедносна мера за заштиту сопствених спортиста. Спортисти из једне земље источног блока која је присуствовала играма у Лос Анђелесу 1984. — Румуније — добили су овације на церемонији отварања након што су ушли у Колосеум. Румунија је завршила на трећем месту по укупном броју медаља на Играма.
Међу онима који су се сложили са „хипотезом о освети“ био је Питер Иберот, главни организатор Игара у Лос Анђелесу 1984, који је своје ставове изнео на конференцији за медије, након што је бојкот објављен, истог дана када је почела штафета олимпијске бакље у САД у Њујорку. Амерички председник Роналд Реган је касније изјавио да верује да су се Совјети плашили да би неки од њихових спортиста могли да пребегну. Такође, Реганова администрација се сложила да испуни све захтеве Совјетског Савеза заузврат за присуство совјетског блока на Олимпијским играма 1984, што је представљало изузетак од Реганове генерално „јастребовске“ спољне политике током Хладног рата. Како се све више земаља повукло, МОК је најавио да ће размотрити продужење рока за пријављивање на Олимпијске игре. Три најбоља освајача медаља са Игара 1980. (које су биле предмет бојкота шездесет и седам земаља) у Москви биле су међу бојкотиранима, а медијска анализа је приметила да би то ослабило поље такмичара у бројним спортовима. Међутим, касније је откривено да су и Совјетски Савез и Источна Немачка побољшали своје резултате уз помоћ употребе стероиде које је спонзорисала држава.

## Совјетски допинг план
Документи добијени 2016. открили су планове Совјетског Савеза за систем допинга у целој држави у атлетици у припреми за Летње олимпијске игре 1984. у Лос Анђелесу. Датирано пре одлуке земље да бојкотује Игре, документ детаљно описује постојеће стероидне операције програма, заједно са предлозима за даља побољшања. Комуникацију, упућену шефу атлетске дисциплине Совјетског Савеза, припремио је Сергеј Португалов из Института за физичку културу. Португалов је такође био једна од главних личности укључених у имплементацију руског допинг програма пре Летњих олимпијских игара 2016. Брајан Фогел, редитељ филма Икар из 2017, рекао је да би строже допинг контроле могле бити главни разлог за совјетски бојкот.